# Якубиньи, Дьёрдь
Дьёрдь Миклош Якубиньи (рум. György Miklós Jakubinyi; 13 февраля 1946, Сигету-Мармацией, Королевство Румыния) — Архиепископ Алба-Юлии Римско-католической церкви с 8 апреля 1994 года по 24 декабря 2019.

## Биография
Родился в этнической венгерской семье в Сигету-Мармацией, он учился в школе в своём родном городе с 1952 по 1963 год, после получил религиозное образование в Римско-католическом теологическом институте Алба-Юлии, закончил его в 1969 году со степенью «абсолюторий», эквивалент церковного бакалавра и Рукоположён в священники Ароном Мартоном том же году. С 1 сентября 1969 г. по 31 июля 1970 г. он был секретарём Римско-католического ординариата Сату-Маре.
С 1970 по 1972 год он учился в Папском григорианском университете в Риме. Там он защитил степень по универсальному богословию на немецком языке в 1972 году, тема диссертации: «Второй Ватиканский собор и Евхаристия».
В 1972—1974 годах учился в Папском библейском институте в Риме, получив ещё одну степень в области библейских исследований. «Die Eucharistie in der Apokalypse» — так называется его произведение, написанное на этот раз на немецком языке. 1 июня 1978 года он получил докторскую степень по теологии в университете Петера Пазманя в Будапеште.
Он был рукоположён в сан епископа в Меркуря-Чук в 1990 году и был назначен титулярным епископом Аква Регия и епископом-помощником Алба-Юлии В следующем году он стал апостольским администратором ординариата Армянской католической церкви в Румынии. Занял пост архиепископа в 1994 году и занимал его до выхода на пенсию в 2019 году.

## Награды
- Премия Вилмоса Фракно (2003)
- Приз Габора Бетлена (2003 г.)[2]
- Большой крест ордена За заслуги перед Венгерской Республикой (2010 г.)